# Марина ди Ђојоза Јоника
Марина ди Ђојоза Јоника (итал. Marina di Gioiosa Ionica) је насеље у Италији у округу Ређо ди Калабрија, региону Калабрија.
Према процени из 2011. у насељу је живело 5756 становника. Насеље се налази на надморској висини од 22 м.

## Становништво
Према резултатима пописа становништва 2011. у општини је живело 6.515 становника.
| 1951. | 1961. | 1971. | 1981. | 1991. | 2001. | 2011. |
| ----- | ----- | ----- | ----- | ----- | ----- | ----- |
| 6.584 | 6.302 | 6.019 | 6.057 | 6.307 | 6.440 | 6.515 |